# 지미 라이어 주니어
지미 라이어 주니어(Jimmy Reiher, Jr., 1971년 9월 1일 ~ )는 미국의 프로레슬링선수이다. 심 스누카(Sim Snuka), 듀스(Deuce)라는 이름으로 활동하기도 하였다. 본명은 제임스 윌리엄 라이어 주니어(James William Reiher, Jr.)이다.

## 신체 사항
키는 185cm 몸무게는 107kg이다.